# Gare de Lembeke
Ne doit pas être confondu avec gare de Lembeek.
La gare de Lembeke est une ancienne gare ferroviaire belge de la ligne 55A, de Zelzate à Eeklo située à Lembeke, section de la commune de Kaprijke, dans la province de Flandre-Orientale en Région flamande.
Mise en service en 1871 sur le chemin de fer concédé d'Anvers à Eeklo, elle ferme aux voyageurs en 1950. La ligne est démontée durant les années 1960.

## Situation ferroviaire
Établie à 6 m d'altitude, la gare de Lembeke était située au point kilométrique (PK) 18.2 de la ligne 55A, de Zelzate à Eeklo entre les gares d'Kaprijke et de Eeklo.

## Histoire
La halte de Lembeke est mise en service, le 15 avril 1871 par la Compagnie du chemin de fer d'Eecloo à Anvers, lorsqu'elle ouvre à l'exploitation la section d'Assenede à Eeklo construite par la Compagnie des bassins houillers du Hainaut.
Halte ferroviaire administrée depuis la station de Capryke, elle devient une station à part entière en 1880 après la reprise de la ligne par l’État belge. Elle retourne à son statut initial cinq ans plus tard. Entretemps, en 1882, elle a été renommée Lembeke-lez-Eecloo (en néerlandais : Lembeke-bij-Eecloo) pour ne pas semer la confusion avec la gare de Lembeek, alors repatisée Lembeek-lez-Hal. Elle portera à nouveau le simple nom de Lembeke de 1910 à sa fermeture en 1950.

## Patrimoine ferroviaire
En dépit de son statut de halte durant l'essentiel de son existence, elle a été pourvue d'un bâtiment des recettes dès sa construction, qui sera démoli après la cessation des dessertes voyageurs.
Identique aux autres stations de la compagnie, notamment Boekhoute et Stekene, ce bâtiment possédait une aile de deux travées, dont une dans un espace plus réduit délimité par un pilastre de façade. De l'autre côté du corps du logis, une aile de service plus haute accueillait les commodités du logement accueillant le chef de station.
Plus rien ne subsiste des installations de la gare, travées par un chemin pour les cyclistes et piétons.